# Holger Meins
Holger Klaus Meins (født 26. oktober 1941 i Hamburg, død 9. november 1974) var en tysk venstreekstremist, medlem af terrorgruppen Rote Armee Fraktion (RAF).
I starten af 1970'erne studerede Meins filmvidenskab og var aktiv på den tyske venstrefløj. Fra 1971 blev han aktiv i RAF og deltog i bl.a. røverier og bombeangreb mod amerikanske militærbaser. 
1. juli 1972 blev Meins, Andreas Baader og Jan-Carl Raspe opdaget af politiet i Frankfurt, hvor de tre blev arresteret efter en længere skudveksling. 
De indsatte RAF-medlemmer i Stammheim fængslet begyndte flere gange sultestrejker, og Meins døde af sult 9. november 1974 på trods af at han var blevet tvangsfodret af de tyske myndigheder. Ved sin død vejede den 
mere end 180 cm høje Meins mindre end 50 kg.